# Djamel Menad
Djamel Menad (àrab: جمال مناد)  (El Bayadh, 22 de juliol de 1960 - Alger, 22 de març de 2025) va ser un futbolista algerià de la dècada de 1980.
Fou internacional amb la selecció d'Algèria amb la qual participà en la Copa del Món de futbol de 1986. Pel que fa a clubs, destacà a CR Belouizdad, JS Kabylie, Nîmes Olympique, FC Famalicão i CF Os Belenenses. Un cop retirat fou entrenador:
- 2005: USM Alger
- 2007-2011: JSM Béjaïa
- 2011-2012: CR Belouizdad
- 2012-2013: MC Alger
- 2014: Al-Wehda Club
- 2016: MC Alger